# Plan gry
Plan gry (ang. The Game Plan) – amerykański film komediowy z 2007 roku.

## Opis fabuły
Joe Kingman jest wielką gwiazdą amerykańskiego footballu, a jego drużyna z Bostonu walczy o mistrzostwo ligi. Sam Kingman jest człowiekiem bogatym, żyjącym beztrosko i bez zobowiązań. Pewnego dnia u jego drzwi staje siedmioletnia dziewczynka Peyton. Okazuje się, że to jego córka, o której istnieniu nic nie wiedział.

## Obsada
- Dwayne Johnson – Joe Kingman
- Madison Pettis – Peyton Kelly
- Kyra Sedgwick – Stella Peck
- Roselyn Sánchez – Monique Vasquez
- Morris Chestnut – Travis Sanders
- Hayes MacArthur – Kyle Cooper
- Brian J. White – Jamal Webber
- Jamal Duff – Clarence Monroe
- Paige Turco – Karen Kelly
- Christine Lakin – Nichole
- Gordon Clapp – Coach Mark Maddox
- Kate Nauta – Tatianna
- Robert Torti – Samuel Blake junior
- Jackie Flynn – Larry
- Lauren Storm – Cindy

## Zdjęcia
Zdjęcia do filmu realizowane były na terenie amerykańskiego stanu Massachusetts.